# Lípa Na Vráži
Lípa Na Vráži byl starý památný strom na území dnešních Černošic v okrese Praha-západ, v oblasti zvané Na Vráži (dnes Stará Vráž). Stála zde až do 30. let 20. století, kdy zanikla a nahradila ji lípa nová.

## Základní údaje
- název: lípa Na Vráži
- obvod: 628 cm (poč. 20. století)[1]
- věk: ~500 let[1]
- souřadnice: 49°56'58.32"N, 14°18'51.67"E

## Stav stromu a údržba
Vrážská lípa rostla poblíž současné restaurace Pod Lípou na ploše dnešního Centra Černošice. Tehdy se v okolí rozprostíraly jen pole a louky, zástavba se objevila až mnohem později. Samotná lípa byla velmi mohutná, v roce 1912 se řadila na 13. místo mezi největšími v království. Zdobil ji obrázek panny Marie s pětiklasem, před kmenem stál velký dřevěný kříž, korunu zpevňovala vazba. Později v blízkém okolí přibyla ještě trafika. Strom zanikl kolem roku 1930 po úderu blesku. U kříže na místě původní lípy byla 21. dubna 1935 vysazena lípa Švehlova.

## Historie a pověsti
Lípa v dřívějších dobách fungovala jako cestovní ukazatel a vyprávělo se, že u ní (nebo snad její předchůdkyně?) odpočíval Karel IV při cestách mezi Prahou a hradem Karlštejnem.
Prý se zde také dva bratři soudili pět let o pole u lípy. Po celých pět let pole nebylo oseto. Když bratr, kterému po právu náleželo, pole prvně osel žitem, vyrostlo na jednom stéble pět klasů. Na památku této události byla lípa ozdobena obrázkem panny Marie s pětiklasem.

## Památné a významné stromy v okolí
- Švehlova lípa (Černošice)
- Havraní dub u Karlštejna